# Sid Ganis
Sidney Ganis (ur. 8 stycznia 1940 w Nowym Jorku) – amerykański producent filmowy, znany z takich filmów jak Boski żigolo (1999), Super tata (1999), Mr. Deeds – milioner z przypadku (2002), Mistrz kamuflażu (2002), Akeelah i jej nauczyciel (2006). Przewodniczący Amerykańskiej Akademii Filmowej w latach 2005–2009.
Jego żona Nancy Hult Ganis jest producentem filmowym i telewizyjnym.